# اسمیلده
اسمیلده (به هلندی: Smilde) یک منطقهٔ مسکونی در هلند است که در میدن-درنته واقع شده‌است.